# Ghotki
Ghotki (en urdu: گھوٹکی‎) es una localidad de Pakistán, en la provincia de Sindh.

## Demografía
Según estimación 2010 contaba con 76284 habitantes.